# Chiasognathus latreillei
Chiasognathus latreillei is een keversoort uit de familie vliegende herten (Lucanidae). De wetenschappelijke naam van de soort is voor het eerst geldig gepubliceerd in 1851 door Solier in Gay.